# Koczany (rejon szarkowszczyński)
Koczany – dawny folwark. Tereny, na których leżał, znajdują się obecnie na Białorusi, w obwodzie witebskim, w rejonie szarkowszczyńskim, w sielsowiecie Radziuki.
Dawniej używana nazwa – Kaczany.

## Historia
W czasach zaborów wieś prywatna w powiecie dzisieńskim, w guberni wileńskiej Imperium Rosyjskiego.
W latach 1921–1945 wieś leżała w Polsce, w województwie wileńskim, w powiecie dziśnieńskim, w gminie Szarkowszczyzna.
Według Powszechnego Spisu Ludności z 1921 roku zamieszkiwało tu 51 osób, 49 było wyznania rzymskokatolickiego a 2 prawosławnego. Jednocześnie 11 mieszkańców zadeklarowało polską a 40 białoruską przynależność narodową. Było tu 10 budynków mieszkalnych. W 1931 w 10 domach zamieszkiwało 46 osób.
Wierni należeli do parafii rzymskokatolickiej i prawosławnej w Szarkowszczyźnie. Miejscowość podlegała pod Sąd Grodzki w Głębokiem i Okręgowy w Wilnie; właściwy urząd pocztowy mieścił się w Szarkowszczyźnie.